# Các đơn vị Hướng đạo Việt Nam hiện nay
Đây là danh sách các đơn vị Hướng đạo Việt Nam hiện nay còn hoạt động trên toàn thế giới, bao gồm Hoa Kỳ, Úc, Canada, Đức, Pháp và Việt Nam. Danh sách này có thể là không chính xác vì các đơn vị Hướng đạo không tập trung trong cùng một quốc gia, mà rải rác khắp nơi làm việc thống kê chính xác khó mà thực hiện được. Cho đến cuối năm 2006, tại hải ngoại có khoảng 54 liên đoàn và 4000 đoàn sinh, theo lời Huynh trưởng Nguyễn Văn Thuất, Chủ tịch Hội đồng Trung ương Hướng đạo Việt Nam nhiệm kỳ 2002 đến 2006 trả lời Phương Anh của Đài Á châu Tự do sau Trại Họp bạn Quốc tế Hướng đạo Việt Nam "Thẳng Tiến 8". Lưu trữ ngày 28 tháng 9 năm 2007 tại Wayback Machine Ở trong nước tổng số Hướng đạo sinh được ước tính ít nhất là 6000 người, Thành phố Hồ Chí Minh có khoảng 50 liên đoàn (khoảng 4.000 người) cộng với số lượng của các đơn vị khắp miền Nam. Không có thông tin về Hướng đạo ở miền Bắc.

## Các cấp đơn vị Hướng đạo Việt Nam
Trước năm 1975, Hội Hướng đạo Việt Nam là tổ chức Hướng đạo quốc gia đại diện cho Hướng đạo Việt Nam tại Tổ chức Phong trào Hướng đạo Thế giới. Sau đây là phân cấp đơn vị theo thứ tự từ cao đến thấp.
- Châu Hướng đạo
- Đạo Hướng đạo
- Liên đoàn Hướng đạo
- Đơn vị đoàn có tên gọi theo ngành như Nhi đoàn, Ấu đoàn, Thiếu đoàn, Kha đoàn, Tráng đoàn
- Đơn vị cấp đội có tên gọi theo ngành như Đàn (Ấu), Đội (Thiếu), Tuần (Kha), Toán (Tráng)

## Hoa Kỳ

### Miền Nam & Miền Trung
- Liên đoàn Quang Trung, Sacramento, California
- Liên đoàn Lê Lợi, Atlanta, Georgia
- Liên đoàn Trường Sơn, Orlando, Florida
- Liên đoàn Hoa Lư, Charlotte, Bắc Carolina
- Liên đoàn La Vang, Houston, Texas
- Liên đoàn Pháp Luân, Houston, Texas
- Liên đoàn Lạc Việt, Houston, Texas
- Liên đoàn La San, Houston, Texas
- Liên đoàn Đất Việt, Houston, Texas
- Liên đoàn Diên Hồng, Dallas, Texas
- Liên đoàn Lạc Long, Dallas, Texas
- Liên đoàn Thái Sơn, Carrollton, Texas
- Liên đoàn Trà Kiệu, Dallas, Texas
- Liên đoàn Minh Đức, Fort Worth, Texas
- Liên đoàn Thăng Long, Minnesota
- Liên đoàn Michigan, East Lansing, Michigan
- Liên đoàn Kim Sơn

### Miền Tây
- Liên đoàn Việt Hùng, Seattle, Washington
- Liên đoàn Phù Đổng, Portland, Oregon
- Liên đoàn Bạch Đằng, Portland, Oregon
- Liên đoàn Hoa Lư, Portland, Oregon
- Liên đoàn Diên Hồng, San Jose, California
- Liên đoàn Hướng Việt, San Jose, California
- Liên đoàn Ra Khơi, San Jose, California
- Liên đoàn Lê Văn Duyệt, San Jose, California
- Liên đoàn Lạc Hồng, San Jose, California
- Liên đoàn Lạc Việt, Sacramento, California
- Liên đoàn Phù Đổng, San Jose, California
- Liên đoàn Lạc Việt, San Jose, California
- Liên đoàn Hoa Lư, San Jose, California
- Liên đoàn Bách Việt, San Jose, California
- Liên đoàn Cửu Long, San Jose, California
- Liên đoàn Hòa Bình, San Jose, California
- Liên đoàn Trường Sơn, Quận Cam, California
- Liên đoàn Hùng Vương, Quận Cam, California
- Liên đoàn Hướng Việt, Irvine, California
- Liên đoàn Chi Lăng, Quận Cam, California
- Liên đoàn Văn Lang, Quận Cam, California
- Liên đoàn Hoa Lư, Garden Grove, California
- Liên đoàn Thái Sơn, Santa Ana, California
- Liên đoàn Chi Lăng, Santa Ana, California
- Liên đoàn Chí Linh, Buena Park, California
- Liên đoàn Lam Sơn, Anaheim, California
- Liên đoàn Bạch Đằng, Phoenix, Arizona
- Liên đoàn Vạn Kiếp, San Diego, California
- Liên đoàn Trùng Dương, Fountain Valley, California

### Miền Đông
- Liên đoàn Bạch Đằng, Boston, Massachusetts
- Liên đoàn Hùng Vương, Falls Church, Virginia
- Liên đoàn Hồng Bàng, Falls Church, Virginia
- Liên đoàn Thăng Long, Alexandria, Virginia
- Liên đoàn Potomac, Silver Spring, Maryland
- Liên đoàn Trai Việt, Chantilly, Virginia
- Liên đoàn Phú Xuân, Falls Church, Virginia
- Liên đoàn Gia Định, Annandale, Virginia
- Liên đoàn Hướng Việt, Philadelphia, Pennsylvania
- Liên đoàn Duy Tân, Orlando, Florida
- Liên đoàn Ngàn Khơi, Nashville, Tennessee
- Liên đoàn Phong Châu - Hội nữ Hướng đạo, Falls Church, Virginia
- Liên đoàn Văn Lang - Hội nữ Hướng đạo, Annandale, Virginia
- Liên đoàn Nhụy Kiều - Hội nữ Hướng đạo, Fairfax, Virginia

## Úc
- Liên đoàn Bách Việt, Sydney, New South Wales
- Liên đoàn Văn Lang, Sydney, New South Wales
- Liên đoàn Đống Đa, Brisbane, Queensland
- Liên đoàn Phù Đổng, Melbourne, Victoria
- Liên đoàn Quang Trung, Melbourne, Victoria
- Liên đoàn Lạc Việt, Adelaide, Nam Úc
- Hải đoàn Yết Kiêu, Melbourne, Victoria

## Canada
- Liên đoàn Việt Nam được thành lập mùa xuân năm 1980 tại tỉnh bang Québec thuộc hội Hướng đạo Canada (Scouts Canada). Liên đoàn Việt Nam đã phát triển sinh hoạt ở cả năm ngành Thiếu, Kha (1980), Tráng (1981), Ấu (1985), Hải ly (2002). Hiện nay tại vùng đô thị Montréal, Liên đoàn Việt Nam gồm có 4 đơn vị là Nhi đoàn Phù Đổng, Ấu đoàn Hùng Vương, Thiếu đoàn Quang Trung và Kha đoàn Hoàng Liên Sơn.
- Liên đoàn Chí Linh, Calgary, Alberta
- Liên đoàn Bạch Đằng, Edmonton, Alberta
- Liên đoàn Thăng Long, Ottawa, Ontario
- Liên đoàn Chi Lăng tại, Toronto, Ontario

## Đức
- Liên đoàn Hoa Lư được thành lập từ tháng 4 năm 2006 tại Hamburg do Trưởng Nguyễn Thị Hoàng Hải. Hiện tại, Liên đoàn Hoa Lư gồm có 2 đơn vị là Ấu đoàn Cờ Lau và Thiếu đoàn Đinh Bộ Lĩnh.
- Liên đoàn Hùng-Vương, Frankfurt
- Liên đoàn Phan Sào Nam, Berlin
- Liên đoàn Thất Sơn, Dusseldorf
- Liên đoàn Lê Lợi, Stuttgart
- Liên đoàn Trần Quốc Tuấn, Trossingen
- Liên đoàn Quang Trung, München

## Pháp
- Liên đoàn Văn Lang, Antony, Paris
- Liên đoàn Thuận Hóa, Noisiel, Paris
- Liên đoàn Thăng Long, Lyon

## Việt Nam
Hiện nay tại Việt Nam có nhiều đơn vị Hướng đạo được thành lập và hoạt động trở lại (đa số là tại miền Nam) nhưng chưa được chính phủ Việt Nam chính thức công nhận. Việc ghi nhận dưới đây chỉ là tạm thời vì không có số liệu chính thức. Tổng số Hướng đạo sinh tại Việt Nam ít nhất có thể lên đến 6.000 người trong năm 2007.

### Ban điều hành Nhóm Liên Ngành Hướng Đạo Việt Nam 2018
- Trưởng ban điều hành Nhóm Liên Ngành HĐVN: Trưởng Trần Minh Thiện.
- Trưởng khối sinh hoạt Nhóm Liên Ngành: Trưởng Phan Tấn Luận
- Trưởng khối quản trị Nhóm Liên Ngành: Trưởng Nguyễn Vĩnh Thịnh.
- Trưởng khối huấn luyện Nhóm Liên Ngành: Trưởng Nguyễn Tiến Lộc.
- Thư ký ban điều hành Nhóm Liên Ngành HĐVN: Trưởng Nguyễn Thị Tuyết Mai.
- Châu Trưởng Châu Phía Bắc Nhóm Liên Ngành: Trưởng Trần Xê.
- Châu Trưởng Châu Tây Nguyên Nhóm Liên Ngành: Trưởng Tôn Thất Hàn
- Châu Trưởng Châu Phía Nam Nhóm Liên Ngành: Trưởng Nguyễn Thái Hùng.

### Thừa Thiên Huế
- ĐẠO KIM PHỤNG
  - Liên Đoàn Lê Lợi
  - Liên Đoàn Mai An Tiêm
- ĐẠO HUẾ
  - Liên đoàn Nguyễn Trường Tộ
  - Liên đoàn Bạch Đằng
- ĐẠO PHÚ XUÂN
  - Liên đoàn La Vang
  - Liên đoàn Quảng Tế
  - Liên đoàn Ngự Bình
  - Liên đoàn Lê Quý Đôn

### Đà Nẵng
- ĐẠO BẮC ĐẨU
  - Liên đoàn Nguyễn Huệ
  - Liên đoàn Trà Kiệu nguyên là Liên đoàn Bạch Mã đổi tên từ tháng 10 năm 2007.
  - Liên đoàn Kim Sơn tách ra từ Liên đoàn Bạch Mã từ tháng 10 năm 2007.
- ĐẠO AN HẢI
  - Liên đoàn Hải Vân
  - Liên đoàn Nguyễn Hoàng
  - Liên đoàn Ngũ Hành Sơn
  - Liên đoàn Duy Tân
  - Liên đoàn Quang Trung

### Quảng Nam
- ĐẠO QUẢNG NAM
  - Liên đoàn Hội An
  - Liên đoàn Trà Kiệu
  - Liên đoàn Chiêm Động
  - Liên đoàn Trường Giang - Tam Kỳ

### Đồng Nai
- ĐẠO DIÊN HỒNG - XUÂN LỘC
  - Liên đoàn Diên Hồng
  - Liên đoàn Thăng Long
  - Liên đoàn Tao Phùng
  - Liên đoàn Xuân Lộc
  - Liên đoàn La Vang - Đồng Nai do Trưởng Nguyễn Đình Lượng làm Liên đoàn trưởng, hiện tại gồm có các đơn vị:
    - Ấu đoàn La Vang do Trưởng Trần Thành Nhân làm Q. Bầy Trưởng.
    - Thiếu đoàn La Vang do Trưởng Nguyễn Văn Niệm làm Thiếu Trưởng.
    - Thiếu đoàn La Vang 2 do Trưởng Nguyễn Thành Nhân làm Q. Thiếu Trưởng.
    - Thiếu đoàn Trưng Vương do Trưởng Nguyễn Đình Lượng làm Q. Thiếu Trưởng.
    - Kha đoàn La Vang do Trưởng Tăng Kỳ Hưng làm Q. Kha Trưởng.
    - Tráng đoàn La Vang do Trưởng Tống Kim Thông làm Tráng Trưởng.

### Thành phố Hồ Chí Minh
- ĐẠO ÂU LẠC thành lập ngày 15 tháng 8 năm 2011 dựa trên nền tảng của Liên đoàn Âu Lạc 1994, sinh hoạt tại công viên Hoàng Văn Thụ.
  - Liên đoàn Trưng Vương.
  - Liên đoàn Kim Sơn.
  - Liên đoàn Bửu Châu.
  - Đạo Đông Thành - Gia Định sinh hoạt tại công viên Tao Đàn, Sài Gòn.
  - Liên đoàn Quang Trung được thành lập ngày 7 tháng 7 năm 2002 tại công viên Tao Đàn, hiện tại gồm có các đơn vị:
    - Bầy Tam Điệp.
    - Bầy Nhị Hà.
    - Thiếu đoàn Đống Đa.
    - Thiếu đoàn Ngọc Hồi.
    - Kha đoàn Thăng Long.
    - Tráng đoàn Nguyễn Huệ.

  - Liên đoàn Tạ Quang Bửu được thành lập ngày 1 tháng 12 năm 2002 tại công viên Tao Đàn, hiện tại gồm có các đơn vị:
    - Bầy Trần Đại Nghĩa.
    - Thiếu đoàn Trần Nhật Duật.
    - Kha đoàn Hoàng Cầm.
    - Tráng đoàn Nguyễn Sơn.
- ĐẠO BẠCH ĐẰN
  - Liên đoàn Hồng Bàng do Bác sĩ Trần Thanh Long (Trâu Hay Cười) làm Liên đoàn trưởng, sinh hoạt tại công viên Lê Văn Tám, hiện tại gồm có các đơn vị:
    - Bầy Sóc Sơn.
    - Thiếu Trần Quốc Tuấn.
    - Tráng Thái Dương.
    - Là Liên Đoàn độc lập.
    - Liên lạc: tranthanhlong64@gmail.com

  - Liên đoàn Non Nước là một trong những liên đoàn được thành lập sớm nhất ở Sài Gòn, hiện nay đã phát triển thành Liên đoàn Non Nước 1 và Liên đoàn Non Nước 2.
  - Liên đoàn Lý Thường Kiệt do trưởng Trần Văn Hiến thành lập, sinh hoạt tại công viên Hoàng Văn Thụ từ đầu năm 2011, hiện tại gồm có các đơn vị:
    - Ấu đoàn Lý Thường Kiệt.
    - Thiếu đoàn Lý Thường Kiệt.
    - Thiếu đoàn Trưng Trắc.
    - Kha đoàn Lý Thường Kiệt.
    - Tráng đoàn Lý Thường Kiệt.

  - Liên đoàn Tây Sơn
  - Liên đoàn Hải Đăng sinh hoạt tại Công Viên Hoàng Văn Thụ.
  - Liên đoàn Vạn Kiếp
  - Liên đoàn Hoa Lư
  - Liên đoàn Nguyễn Trãi
  - Liên đoàn Ra Khơi do trưởng Trần Tuấn Huy thành lập bởi quyết định trao ngày 14 tháng 9 năm 2015, sinh hoạt tại Công viên Hoàng Văn Thụ.
- ĐẠO BIỂN ĐÔNG
  - Liên đoàn Thanh Đa
  - Liên đoàn Sông Thao
  - Liên đoàn Bác Ái
  - Liên đoàn Bình Minh
- ĐẠO TÂN ĐỊNH
  - Liên đoàn Tân Định
  - Liên đoàn Bắc Giang
  - Liên đoàn Tiền Hô
  - Liên đoàn Trần Văn Hạnh
  - Liên đoàn Chí Hòa
- ĐẠO TÂN HIỆP
  - Liên đoàn Trung Chánh hiện tại gồm có các đơn vị:
    - Bầy Trung Chánh.
    - Thiếu đoàn Trung Chánh

  - Liên đoàn Trường Sơn hiện tại gồm có các đơn vị:
    - Kha đoàn Trường Sơn.
    - Tráng đoàn Trường Sơn.

  - Liên đoàn Trung Mỹ Tây hiện tại gồm có các đơn vị:
    - Thiếu đoàn Trung Mỹ Tây.
    - Tráng đoàn Trung Mỹ Tây.

  - Thiếu đoàn Vinh Sơn
  - Tráng đoàn Tân Hiệp
- ĐẠO VÀM CỎ TÂY
  - Liên đoàn Nhị Trưng
  - Liên đoàn Nguyễn Trường Tộ thành lập vào năm 2010 dựa trên nền tảng của Liên đoàn Lưu Hữu Phước.
  - Liên đoàn Hoàng Đạo Thúy
  - Liên đoàn Đất Việt tách ra từ Liên đoàn Đồng Hành từ tháng 10 năm 2007, hiện tại gồm có các đơn vị:
    - Bầy Bông Lau.
    - Thiếu đoàn Đinh Bộ Lĩnh.
    - Kha đoàn Trường Sơn.
    - Tráng đoàn Duy Tân.
- ĐẠO THỦ ĐỨC
  - Liên đoàn Thủ Đức do Trưởng Nguyễn Thanh Long (Báo Can Đảm) làm Liên đoàn trưởng, hiện tại gồm có các đơn vị:
    - Thiếu đoàn Thủ Đức do Trưởng Nguyễn Hoàng Vương làm Thiếu Trưởng.
    - Kha đoàn Thủ Đức do Trưởng Nguyễn Duy Bình làm Kha Trưởng.

  - Liên Đoàn Tam Hải do Trưởng Nguyễn Mạnh Hiền làm Liên đoàn trưởng, hiện tại gồm có các đơn vị:
    - Bầy Tam Hải do Trưởng Nguyễn Văn Quang làm Bầy Trưởng.
    - Thiếu đoàn Tam Hải do Trưởng Lương Năng lượng làm Thiếu Trưởng.
    - Kha đoàn Tam Hải do Trưởng Nguyễn Mạnh Hiền làm Kha Trưởng.
    - Kha đoàn Hùng Vương do Trưởng Vũ Hoài Vĩnh Phương làm Kha Trưởng, sinh hoạt tại nghĩa trang Giáo sứ Khiết Tâm.
- CHÂU XUÂN HÒA - HƯỚNG ĐẠO VIỆT NAM
  - Trong hoàn cảnh đặc biệt của Thập Niên 80 ở Sài Gòn; Trưởng LT Trần Văn Hợp (Đại Bàng Vui) đã cùng những người anh chị em khác tái sinh hoạt Đạo Xuân Hòa và đồng thời nhất trí cho đổi tên thành Gia đình Hướng Đạo Xuân Hòa. Kể từ Trại họp bạn (Về nguồn 8) tổ chức từ 31/12/2022 - 02/01/2023, Gia đình Hướng đạo Xuân Hòa (trước đây thuộc Châu Gia Định) được tách ra tạo thành một Châu mới, sau đó cũng được đổi tên thành Châu Xuân Hòa - Hướng đạo Việt Nam. Hiện nay, châu Xuân Hòa hoạt động mạnh với 3 Đạo là Đạo XUÂN HÒA 1, Đạo XUÂN HÒA 2 và Đạo XUÂN HÒA 3.
  - Đạo Xuân Hòa 1.
  - Đạo Xuân Hòa 2.
  - Đạo Xuân Hòa 3 do Trưởng Nguyễn Minh Tuấn làm Đạo trưởng, hiện tại gồm các đơn vị:
    - Liên đoàn Tây Sơn do Trưởng Trần Thanh Tùng làm Liên đoàn trưởng, gồm các đơn vị:
      - Tráng đoàn Hùng Vương.(Sinh hoạt tại công viên Lịch sử Văn hóa Dân tộc, Quận 9)
      - Kha đoàn Quang Bình do trưởng Trần Khả Ân làm Kha trưởng.(Sinh hoạt tại công viên Lịch sử Văn hóa Dân tộc, Quận 9)
      - Thiếu đoàn Quang Trung do trưởng Nguyễn Minh Trường làm Thiếu trưởng.(Sinh hoạt tại công viên Lịch sử Văn hóa Dân tộc, Quận 9)
      - Bầy Thanh Lịch do trưởng Thiên Hà làm Akela.(Sinh hoạt tại công viên Lịch sử Văn hóa Dân tộc, Quận 9)

  - Khu vực hoạt động: Gò Vấp - Quận 10 - Bình Chánh - Hốc Môn - Củ Chi - TP Thủ Đức - Nha Trang - Bến Tre - Đồng Nai.

### Bà Rịa – Vũng Tàu
- ĐẠO VŨNG TÀU
  - Liên đoàn Bà Rịa hiện tại gồm có các đơn vị:
    - Ấu đoàn An Tiêm.
    - Thiếu đoàn Huỳnh Tịnh Của
    - Tráng đoàn Minh Đạm.

  - Liên đoàn Cap Saint jacques
  - Liên đoàn Chu Hải
  - Liên đoàn Nghinh Phong
  - Liên đoàn Sông Ray
  - Liên đoàn Trùng Dương
  - Liên đoàn Hải Đăng

### Cần Thơ
- ĐẠO CẦN THƠ
  - Liên đoàn Trần Nguyên Hãn
  - Liên đoàn Trần Khánh Dư
- ĐẠO HÀM LONG do Trưởng Lê Ngọc Miên (Báo Thận Trọng) làm Đạo Trưởng.
  - Liên đoàn Lam Sơn hiện tại gồm có các đơn vị:
    - Thiếu Đoàn Lê Lợi.
    - Kha đoàn Lê Lợi.
    - Tráng đoàn Lê Lợi.
    - Tráng đoàn Long Tuyền. Do Trưởng Nguyễn Văn Hiểu (Diều Hâu Kiên Tâm) là tráng Trưởng

  - Liên đoàn Thái Bình Dương hiện tại gồm có các đơn vị:
    - Ấu đoàn Hạ Long.
    - Thiếu đoàn Hoàng Sa.
    - Kha đoàn Tây Sa.
    - Tráng đoàn Trường Sa.

  - Liên đoàn Trấn Giang thành lập ngày 01 tháng 01 năm 2018 do Trưởng Đặng Thành Thái (Trâu Nhanh) làm Liên đoàn trưởng, hiện tại gồm có các đơn vị:
    - Ấu đoàn Trấn Giang do Trưởng Nguyễn Huỳnh Trọng Nhân (Mèo Hoạt Bát) làm Bầy Trưởng.
    - Thiếu đoàn Trấn Giang do Trưởng Phan Văn Thọ (Sư Tử Nhiệt Tình) làm Thiếu Trưởng.
    - Kha đoàn Trấn Giang do Trưởng Trần Bá Điểu (Hươu Cương Quyết) làm Kha Trưởng.
    - Tráng đoàn Trấn Giang do Trưởng Đặng Thành Thái kiêm làm Tráng Trưởng.
- Liên đoàn biệt lập U Minh - Vị Thanh hiện tại gồm có các đơn vị:
  - Ấu đoàn Xà No
  - Thiếu đoàn Suối Ngàn
  - Kha đoàn Cao Sơn
  - Tráng đoàn Bách Tùng